# Augustus Radcliffe Grote
Augustus Radcliffe Grote (Liverpool, 7 de febrer de 1841 - Hildesheim, 12 de setembre de 1903) va ser un entomòleg britànic que va treballar principalment a Amèrica.
Grote va investigar, descobrir i designar diverses papallones i arnes a Amèrica del Nord, especialment als Estats Units d'Amèrica, Mèxic i Cuba.
Es va convertir en director del Museu Roemer und Pelizaeus Hildesheim.
Grote va ser membre de la Societat d'Entomologia de Londres.

## Obra
- The effect of the glacial epoch upon the distribution of insects in North America, Salem, Mass., Printed at the Salem press, 1876.
- Notes on the Sphingidæ of Cuba, Philadelphia, 1865.
- Check list of the Noctuidae of America, north of Mexico ... I - II. Buffalo, N. Y., 1875-1876.
- The New Infidelity; G.P. Putnam's; 1881; p. 101.
- Descriptions of American Lepidoptera – n. 1-3.Transactions of the American Entomological Society 1(1): 1–30; (2): 171–192, pl. 4; (4): 323–360, pl. 6, pl. 7 1867-1868 (amb Coleman Townsend Robinson).